# 파두 (기업)
파두(Fadu)는 2015년에 설립된 반도체 설계를 전문으로 하는 대한민국 팹리스 업체이다. 주력 제품은 SSD 저장 장치인 데이터 센터용 차세대 솔리드 스테이트 드라이브(SSD) 컨트롤러이다. 최태원 SK그룹 회장의 장녀인 최윤정과 결혼한 윤도연 현 모레 대표가 과거 파두의 사업 개발 부사장을 역임했다.

## 연혁
파루는 2023년 8월 7일부로 공모가 31,000원에 상장하였다.

## 논란
2분기 매출은 5900만 원, 영업 손실은 152억, 3분기 매출 3억2100만 원, 영업 손실 148억 원  기록했다고 공시하면서 상장 당시 공개되지 않은 점이 비판을 받고 있다 파두의 부진은 상장 초기부터 '오버행'(잠재적 매도 물량) 우려와 고평가 논란으로 예견된 수순이라는 분석도 있다. 이에 따라 금감원은 파두 대표 상장 주관사인 NH투자증권과 공동 주관사인 한국투자증권이 상장 심사 때 제출한 실적 추정치가 적정했는지 재점검한다. 2024년에 금융감독원이 주관사로서 파두 기업 가치를 적절하게 했는지 파악하기 위해 NH투자증권 본사에 대해 압수 수색을 하였다. 2024년 주식 공모에 참여했다가 손해를 입은 주주들이 회사와 주관사들을 상대로 증권관련집단소송법에 따른 집단 소송을 제기했다.
2024년 금감원이 검찰에 송치하였다.

## 같이 보기
- 대표소송
- 포레스트파트너스